# Andreas Giglmayr
Andreas Giglmayr (Oberndorf bei Salzburg, 7 februari 1984) is een triatleet uit Oostenrijk. Hij nam namens zijn vaderland deel aan de Olympische Spelen (2012) in Londen, waar hij eindigde op de 40ste plaats in de eindrangschikking met een tijd van 1:51.14.

## Palmares

### triatlon
- 2010: 16e WK sprint afstand - 54.01
- 2013: 116e WK olympische afstand - 123 p